# Edraianthus intermedius
Edraianthus intermedius là loài thực vật có hoa trong họ Hoa chuông. Loài này được Degen mô tả khoa học đầu tiên năm 1938.